# Thomas Knorr
Thomas Knorr (Lübeck, 16 de mayo de 1971) es un exjugador de balonmano alemán que jugaba de lateral izquierdo. Su último equipo fue el VfL Bad Schwartau. Fue un componente de la selección de balonmano de Alemania.

## Palmarés

### Kiel
- Liga de Alemania de balonmano (4): 1994, 1995, 1996, 1998
- Copa de Alemania de balonmano (1): 1998
- Supercopa de Alemania de balonmano (1): 1996
- Copa EHF (1): 1998

### Flensburg-Handewitt
- Recopa de Europa de Balonmano (1): 2001
- EHF Challenge Cup (1): 1999

### Hamburgo
- Copa de Alemania de balonmano (1): 2006
- Supercopa de Alemania de balonmano (2): 2004, 2006

## Clubes
| Club                   | País     | Año         |
| ---------------------- | -------- | ----------- |
| VfL Bad Schwartau      | Alemania | 1988 - 1992 |
| THW Kiel               | Alemania | 1992 - 1998 |
| SG Flensburg-Handewitt | Alemania | 1998 - 2001 |
| VfL Bad Schwartau      | Alemania | 2001 - 2002 |
| HSV Hamburg            | Alemania | 2002 - 2007 |
| VfL Bad Schwartau      | Alemania | 2007 - 2011 |